# Martina McBride
Martina Mariea Schiff, mais conhecida como Martina McBride (Sharon, 29 de julho de 1966), é uma cantora e compositora estadunidense de música country-pop.

## Vida pregressa
Martina Mariea Schiff nasceu em Sharon, Kansas, em 29 de julho de 1966.